# Sealand Seahawks
I Sealand Seahawks sono una squadra di football americano britannica, fondata nel 2021. La squadra si presenta come nazionale del Principato di Sealand (col cui autoproclamato governo ha un accordo in questo senso) e gioca solo amichevoli. Non è iscritta alla BAFANL né ad alcuna altra associazione nazionale o internazionale e ha 4 formazioni (maschile, femminile, master - per over-35 - e flag) formate per la maggior parte da giocatori britannici e per una parte più ridotta da giocatori di altre nazionalità.

## Maschile

### Dettaglio stagioni

#### Amichevoli
| Stagione | Vin | Par | Per | Tot | PF  | PS  | avversaria                            |
| -------- | --- | --- | --- | --- | --- | --- | ------------------------------------- |
| 2022     | 1   | 0   | 1   | 2   | 42  | 40  | South Dublin Panthers, Royal Roosters |
| 2023     | 1   | 0   | 1   | 2   | 37  | 41  | Reykjavík Einherjar, Mallorca Voltors |
| 2024     | 1   | 0   | 0   | 1   | 28  | 20  | Hamburg Huskies                       |
| Totale   | 3   | 0   | 2   | 5   | 107 | 101 |                                       |

### Roster
| Roster dei Sealand Seahawks - South Dublin Panthers-Sealand Seahawks |
| --- |
| Quarterback - 12 Oli DeRuyter - 18 Tosan Mameduaghan Running Back - 2 Curtis Williston - 26 Victor da Silva - 32 Craig Owen - 43 Richard Grey - 70 David Pemberton - 88 TJ Ajayi Wide Receiver - 1 Chris Green - 7 Petr Loughran - 10 Adam Hennessy - 11 Steve Cox - 13 Sean Douglas - 14 Ash James - 15 Joe Cameron - 17 Kris Wedderburn - 21 Paris Parchment - 81 Jack Farr - 89 Darragh Mooney Offensive Linemen - 51 Aiden Light - 53 Paul Christmas - 65 Stuart Cooper - 67 Mike Briscoe - 69 Mikey Gray - 72 Levy Morrow - 75 Jeff Garside - 76 Mike Ireland Defensive Linemen - 25 Josh Jennings - 56 Garvin Yarde - 78 Paul Polson - 79 Nick Benning - 90 Danny Barnes - 92 Idris Lawal - 94 Mike French - 96 Ryan McEntee - 99 Charles Jaiyola Linebacker - 0 Jack Watson - 5 Jonny Hodgson - 6 Gareth Pullen - 39 Liam McNally - 41 Mike Ripley - 49 Carl Rugen jr. - 52 Jonathan Cobham - 58 Russ Polson Defensive Back - 8 Danny Tinkler - 19 Sam Busher - 20 Jonny Weekes - 23 Joseph Selenkay - 29 Harry Rackham - 31 Daniel Hampton - 33 Oheeul Choudhury - 45 Will Hobbs Special Team - 19 Bradley Charalambous K Roster aggiornato al 27 novembre 2024 Coaching staff HC Drew Anderson · OC Nick Tilbury · DC Simon Wainwright · OL Nick Benning · DL Wayne Drew · Asst. OC Sam Astley · Asst. OC Rebecca Carter · Asst. DC Jamie Totten |

| Roster dei Sealand Seahawks - Royal Roosters-Sealand Seahawks |
| --- |
| Quarterback - 12 Oli DeRuyter Running Back - 3 Ben Arologun - 4 Justin Ellis - 32 Josh Polson - 43 Richard Grey Wide Receiver - 1 Chris Green - 9 Deivydas Merkelis - 10 Adam Hennessy - 11 Steve Cox - 14 Ash James - 21 Paris Parchment - 86 Matt Hewlett Tight End - 85 Harrison Ellul Offensive Linemen - 51 Aiden Light - 65 Stuart Cooper - 66 Graham Jenkinson - 68 Sam Astley - 69 Mikey Gray - 72 Levy Morrow - 75 Jack Vincent - 76 Mike Ireland Defensive Linemen - 16 Ryan Wilson - 56 Garvin Yarde - 78 Paul Polson - 90 Danny Barnes - 92 Idris Lawal - 93 Ian Virgin - 94 Mike French - 95 Evan Allen Linebacker - 5 Jonny Hodgson - 6 Gareth Pullen - 24 Rowan Milner - 49 Carl Rugen jr. - 54 Matt Macaulay - 55 Steve Price - 58 Russ Polson - 59 Ikechi Apakama Defensive Back - 8 Danny Tinkler - 20 Jonny Weekes - 22 Daniel Hewitt - 23 Joseph Selenkay - 29 Harry Rackham - 36 Andrew Jones - 44 Sam Busher Special Team - 15 Aaron Bowcott - 19 Bradley Charalambous Roster aggiornato al 27 novembre 2024 Coaching staff HC Drew Anderson · OC Nick Tilbury · DC Simon Wainwright · ST Nick Benning · OL Jamie Carter · DL Wayne Drew · WR Ian Fryer |

| Roster dei Sealand Seahawks - Reykjavík Einherjar-Sealand Seahawks |
| --- |
| Quarterback - 12 Oli DeRuyter Running Back - 4 Justin Ellis - 22 Josh Polson - 32 Craig Owen Wide Receiver - 1 Chris Green - 9 Deivydas Merkelis WR/DB - 13 Dougie O'Shaugnessy - 14 Steve Cox - 17 Ryan Wakeling - 86 Matt Hewlett - 88 Lewis Truman Tight End - 85 Harrison Ellul Offensive Linemen - 50 Karl Mallon - 51 Aiden Light - 65 Stuart Cooper - 66 Graham Jenkinson - 67 Mike Briscoe - 69 Mikey Gray - 74 Jack Vincent Defensive Linemen - 55 Steven Sowerby - 78 Paul Polson - 90 Danny Barnes - 92 Idris Lawal - 95 Evan Allen - 97 Ross Lawrence - 99 Charles Jaiyola Linebacker - 5 Jonny Hodgson - 56 Birkan Parlar - 57 Tom Hyne - 59 Ikechi Apakama Defensive Back - 2 Conrad Pratt - 8 Danny Tinkler - 20 Jonny Weekes - 29 Harry Rackham - 81 James Perry Special Team - 19 Bradley Charalambous K/P Roster aggiornato al 27 novembre 2024 Coaching staff HC/OC Drew Anderson · DC Simon Wainwright |

| Roster dei Sealand Seahawks - Mallorca Voltors-Sealand Seahawks |
| --- |
| Quarterback - 7 Tom Macfarlane - 12 Oli DeRuyter - 18 James Horne Running Back - 4 Justin Ellis - 27 Andrew Johnson - 31 Victor Ofoe - 84 Dan Symons Wide Receiver - 1 Chris Green - 10 Aqeel Diwan - 14 Steve Cox - 17 Ryan Wakeling - 21 Paris Parchment - 45 AJ Conyers - 80 Caius Magero - 81 James Perry - 83 Olli Schweder Offensive Linemen - 50 Karl Mallon - 62 Jack Sharples - 65 Stuart Cooper - 72 Will Farrow - 73 Jake Honor - 74 Jack Vincent - 77 Adam O'Reilly Defensive Linemen - 33 Niall Carey - 35 Theone Coleman - 37 Ife Showunmi - 52 Dan Hughes - 67 Alex Abinieri - 91 Patrick Hancock - 94 Michael French - 98 Dan McGeever - 99 Danny Castle Linebacker - 5 Jonny Hodgson - 24 Rowan Milner - 40 Jake Lord - 41 Ellis Warner Larthe - 48 Kelvin Roberts - 56 Birkan Parlar - 57 Tom Hyne - 58 Russ Polson - 59 Ikechi Apakama Defensive Back - 0 Rhys Edwards - 2 Clayton Latimer - 11 Jack Lake - 25 Joe Canseco - 26 Stuart Edwards - 28 Ryan Caley - 39 Michael Houghton Special Team - 15 Aaron Bowcott K Roster aggiornato al 26 novembre 2024 Coaching staff HC Drew Anderson · Asst. HC/OC Nick Benning · DC Charles Jaiyola · RB/WR TJ Ajayi · DL Charles Brooke-Taylor · OL Georgia Young |

| Roster dei Sealand Seahawks - MLFR Nationals-Sealand Seahawks |
| --- |
| Quarterback - 4 Joe Thompson - 11 Brad Thompson Running Back - 3 Justin Ellis - 13 Scott Spearink - 22 Josh Polson - 27 Andrew Johnson - 30 Zellie Dow jr. - 31 Denzel Harmitt - 45 Danny Jackson Wide Receiver - 9 Jem Thomson-McAdam - 10 Adam Jones - 15 Olli Schweder - 18 James Perry - 19 Aaron Wheatley - 21 Nicholas Wilson - 23 Chris Green - 81 Mark McGowan Tight End - 25 Chris Gardener - 80 Ian Fryer - 87 Tom Barker - 88 Lisa Browne - 89 TJ Ajayi Offensive Linemen - 54 Karl Mallon - 55 Levy Morrow - 58 John Diver - 61 Adam O'Reilly - 62 Jack Sharples - 65 Stuart Cooper - 66 Will Farrow - 67 Tom Burridge - 68 Dean Holmes - 72 Toby Wilcock - 73 Jake Honor - 74 Jack Vincent - 76 Mike Ireland - 77 Graham Baker - 78 John Gilmartin Defensive Linemen - 32 Rashad Parrish - 38 Roderick MacKenzie - 42 Paul Polson - 47 Bryan Mullally - 51 Laura Flint - 53 Rhian Shirley - 90 Peter Mason - 91 Patrick Hancock - 92 Curtis Colhoun - 93 Milan Remeš - 95 Evan Allen - 98 Alex Abinieri Linebacker - 0 Danny Castle - 1 Ellis Warner Larthe - 5 Jonny Hodgson - 14 Josh Mews - 20 LA Ragland - 37 Layla Blake - 48 Kelvin Roberts - 52 Sean Nolan - 97 Brad Norman Defensive Back - 2 Stuart Edwards - 8 Tory Harris - 28 Peter Philips - 29 Harry Rackham - 34 Rhys Edwards - 36 Han Hese Special Team Roster aggiornato al 26 novembre 2024 Coaching staff HC Nick Benning · OC Nick Tilbury · DC Ben Harris · Asst. DC Gene Essman · ST/DB Simon Buckett · DL Charles Brooke-Taylor · OL Jeff Garside · WR Mark Jennings · RB Jess Guthrie · QB Steven Crosby |

## Femminile

### Dettaglio stagioni

#### Amichevoli
| Stagione | Vin | Par | Per | Tot | PF | PS | avversaria                            |
| -------- | --- | --- | --- | --- | -- | -- | ------------------------------------- |
| 2023     | 1   | 0   | 1   | 2   | 23 | 48 | Lions de Bordeaux, Guadalajara Stings |
| 2024     | 0   | 0   | 1   | 1   | 0  | 6  | Paesi Bassi                           |
| Totale   | 1   | 0   | 2   | 3   | 23 | 54 |                                       |

### Roster
| Roster delle Sealand Seahawks Womens - Lions de Bordeaux-Sealand Seahawks |
| --- |
| Quarterback - 10 Rylee Adamson - 18 Nicole Spiers Running Back - 2 Chloe Smith RB/WR - 5 Katey Blundell RB/WR - 2 Chloe Parkins - 35 Ashleigh Bell RB/LB - 39 Jen Storrie RB/LB - Georgie Pickford - 13 Lucy Bridge FB Wide Receiver - 34 Danielle Dunlop WR/RB - 80 Sai Akhtar - 89 Katy Ormston - Lucy Rowlands - 1 Jem Thomson-McAdam - 30 Jo Gustak - 81 Sydonie Calvert - 86 Lisa Browne Tight End - 1 Lynsey Llewellyn - 19 Hattie Mobbs TE/WR - 82 Vicki Cecconi Offensive Linemen - 67 Anca Davies OL/DL - 71 Ilse van Staden - 79 Caitlin Sherratt OL/DL - 90 Shana McKnight OL/DL - Benita Grant - Elise Wood OL/DL - Tara Minto - 53 Hayley Savidge - 64 Jess Guthrie - 76 Alex Jelis - 78 Emma Blizard Defensive Linemen - 61 Jenny Emslie - 97 Souzie Shamu - 99 Louie Saxton - 51 Laura Flint - 91 Georgia Young Linebacker - 9 Ibs Fraser - 27 Meesh Diamonds - 47 Lizi Williams - Layla Blake Defensive Back - 21 Claire Corrie - 44 Jess Liddiard - Zoe Thornton - Ann-Marie Jessop - 15 Amanda Brannen Special Team Roster aggiornato al 26 novembre 2024 Coaching staff HC Ian Fryer · OC RJ Kohl · DC Lynsey Llewellyn |

| Roster delle Sealand Seahawks Womens - Guadalajara Stings-Sealand Seahawks |
| --- |
| Quarterback Running Back - 5 Katey Blundell - 13 Lucy Bridge FB Wide Receiver - 1 Jem Thomson-McAdam - 30 Jo Gustak - 80 Sai Akhtar - 81 Sydonie Calvert - 86 Lisa Browne - 89 Katy Ormston Tight End - 19 Hattie Mobbs Offensive Linemen - 53 Hayley Savidge - 64 Jess Guthrie - 71 Ilse van Staden - 72 Tara Minto - 76 Alex Jelis - 77 Benita Grant - 78 Emma Blizard Defensive Linemen - 51 Laura Flint - 61 Jenny Emslie - 91 Georgia Young - 97 Souzie Shamu - 99 Louie Saxton Linebacker - 25 Elise Wood - 37 Layla Blake - 66 Lizi Williams Defensive Back - 15 Amanda Brannen - 24 Ann-Marie Jessop - 26 Zoe Thornton Special Team Roster aggiornato al 26 novembre 2024 Coaching staff HC Ian Fryer · OC Levy Morrow · DC Lynsey Llewellyn · ST Nick Benning · OL Benita Grant · DL Evan Allen |

| Roster delle Sealand Seahawks Womens - Nazionale olandese-Sealand Seahawks |
| --- |
| Quarterback - 10 Rylee Adamson - 18 Nicole Spiers - 22 Jessica Thomas Running Back - 25 Elise Wood - 30 Daniella da Goia Hamelberg Wide Receiver - 3 Emma Henderson - 9 Jem Thomson-McAdam - 81 Sydonie Calvert - 89 Katy Ormston Tight End - 86 Lisa Browne - 87 Anna Akinyosoye - 96 Laura Hendricks Offensive Linemen - 53 Hayley Savidge - 58 Dana O'Neill - 64 Jess Guthrie - 70 Lydia Grant - 71 Ilse van Staden - 77 Benita Grant - 97 Souzie Mutumbo Defensive Linemen - 17 Abbie Meehan - 35 Ashleigh Bell - 51 Laura Flint - 61 Jenny Emslie - 91 Georgia Evans - 94 Beau Snow Linebacker - 0 Rachel Moody - 8 Amie Walker - 33 Ramona Kohl - 37 Layla Blake - 66 Lizi Williams - 85 Georgie Pickford Defensive Back - 12 Abbie Snow - 29 Steph Palmer - 49 Nikki McDonnell - 84 Amy Flanagan Special Team - 1 Lynsey Llewellyn Roster aggiornato al 26 novembre 2024 Coaching staff HC/OC Mike Ireland · DC Lynsey Llewellyn · Asst. DC/LB Charles Brooke-Taylor · Asst. OC/WR TJ Ajayi · ST Ian Fryer · OL Benita Grant · DL Evan Allen · RB Scott Spearink |

## Master

### Dettaglio stagioni

#### Amichevoli
| Stagione | Vin | Par | Per | Tot | PF  | PS | avversaria                          |
| -------- | --- | --- | --- | --- | --- | -- | ----------------------------------- |
| 2022     | 1   | 0   | 0   | 1   | 20  | 0  | Servals de Clermont-Ferrand         |
| 2023     | 2   | 0   | 0   | 2   | 78  | 6  | Causeway Giants, Guadalajara Stings |
| 2024     | 0   | 0   | 1   | 1   | 6   | 22 | East Kilbride Pirates               |
| Totale   | 3   | 0   | 1   | 4   | 104 | 28 |                                     |

### Roster
| Roster dei Sealand Seahawks Masters - Servals de Clermont-Ferrand-Sealand Seahawks |
| --- |
| Quarterback - 1 Chris Peel - 11 Brad Thompson - 12 Nick Tilbury Running Back - 3 AJ Steadman - 7 Stephen Hull - 13 Scott Spearink - 20 Jermaine Allen - 33 Tim Johnson FB Wide Receiver - 10 Adam Hennessy - 14 Chris Cowley - 16 Adam Jones - 19 Aaron Wheatley - 81 Mark McGowan Tight End - 83 Ian Fryer - 87 Tom Barker Offensive Linemen - 50 Victor Bama - 56 Kevin Keohane - 58 John Diver - 60 Dan Charlton - 65 Nikk Chapman - 68 Dean Holmes - 70 Sam Astley - 72 Levy Morrow - 74 Toby Wilcock Defensive Linemen - 5 Josh Jennings - 42 Paul Polson - 67 Tom Burridge - 76 Mike Ireland - 79 Nick Benning - 88 Mike French - 90 Barry Williams - 92 Andre Alexander - 93 Joey Dawson Linebacker - 2 Ariel Mofondo - 6 Gareth Pullen - 51 Steve Price - 55 Simon Wainwright - 71 Ben Harris Defensive Back - 18 Simon Buckett - 26 Andrew Jones - 29 Ricky Darrall - 32 Daniel Hewitt - 38 Iain Gray - 44 Sam Busher Special Team Roster aggiornato al 27 novembre 2024 Coaching staff HC Nick Benning · OC Shivash James · OC Aiden Light · DC Jonny Weekes · OL Mikey Gray |

| Roster dei Sealand Seahawks Masters - Causeway Giants-Sealand Seahawks |
| --- |
| Quarterback - 11 Brad Thompson - 12 Nick Tilbury Running Back - 7 Stephen Hull - 13 Scott Spearink - 33 Tim Johnson FB Wide Receiver - 16 Adam Jones - 19 Aaron Wheatley - 81 Mark McGowan Tight End - 87 Tom Barker - 89 TJ Ajayi Offensive Linemen - 56 Kevin Keohane - 58 John Diver - 60 Dan Charlton - 67 Tom Burridge - 68 Dean Holmes - 70 Sam Astley - 72 Levy Morrow - 74 Toby Wilcock - 75 Jeff Garside - 76 Mike Ireland - 78 John Gilmartin - 79 Nick Benning Defensive Linemen - 1 Chris Peel - 5 Josh Jennings - 47 Bryan Mullally - 53 Rhian Shirley - 54 Garvin Yarde Linebacker - 21 Steven Crosby - 22 Liam McNally - 41 Jamie Totten - 48 Bradley Norman LB/FB - 71 Ben Harris LB/DL - 94 Ian Hardy Defensive Back - 24 Riccardo de Sabato - 26 Andrew Jones - 29 Ricky Darrall - 32 Daniel Hewitt Special Team Roster aggiornato al 27 novembre 2024 Coaching staff HC Nick Benning · OC Ashley James · DC Jeff Garside |

| Roster dei Sealand Seahawks Masters - Guadalajara Stings-Sealand Seahawks |
| --- |
| Quarterback - 8 Rik Lowthion - 11 Brad Thompson Running Back - 5 Jermaine Allen - 7 Stephen Hull - 13 Scott Spearink - 33 Tim Johnson - 45 Danny Jackson - 70 Sam Astley Wide Receiver - 16 Adam Jones - 17 John Tottman - 19 Aaron Wheatley - 81 Mark McGowan - 89 TJ Ajayi Tight End - 83 Ian Fryer - 87 Tom Barker Offensive Linemen - 58 John Diver - 67 Tom Burridge - 68 Dean Holmes - 71 Tom Moxon - 72 Levy Morrow - 74 Toby Wilcock - 76 Mike Ireland - 78 John Gilmartin - 79 Nick Benning Defensive Linemen - 4 Josh Jennings - 42 Paul Polson - 47 Bryan Mullally - 52 Ade Kamson - 53 Rhian Shirley - 54 Garvin Yarde - 99 Louie Saxton Linebacker - 2 Ariel Mofondo - 14 Josh Mews - 21 Steven Crosby - 22 Liam McNally - 41 Jamie Totten - 49 Darryn Brookes Defensive Back - 9 Ian Hiscock - 18 Simon Buckett - 24 Riccardo de Sabato - 28 Peter Philips - 30 Andrew Pettitt - 44 Sam Busher Special Team - 1 Chris Peel P Roster aggiornato al 26 novembre 2024 Coaching staff HC Drew Anderson · OC Nick Benning · DC Ben Harris · ST Louie Saxton |

| Roster dei Sealand Seahawks Masters - East Kilbride Pirates-Sealand Seahawks |
| --- |
| Quarterback - Brad Thompson - Rik Lowthion Running Back - Scott Spearink - Danny Jackson - Chris Peel Wide Receiver - Adam Jones - TJ Ajayi - Tom Barker - Aaron Wheatley - Ian Fryer Offensive Linemen - Mike Ireland - Craig Oliphant - John Gilmartin - Levy Morrow - John Diver - Dean Holmes - Tom Burridge - Tom Moxon - Toby Wilcock Defensive Linemen - Michael French - Bryan Mullally - Rhian Shirley - Garvin Yarde - Russ Polson Linebacker - Jamie Totten - Liam McNally - Jonny Hodgson - Brad Norman - Adam Davies - Ian Hardy Defensive Back - Riccardo de Sabato - Andrew Jones - Dan Hewitt Special Team Roster aggiornato al 26 novembre 2024 |

## Flag

### Dettaglio stagioni

#### Tornei

##### Charcoal Cup
| Stagione | regular season | regular season | regular season | regular season | regular season | regular season | playoff | playoff | playoff | playoff | playoff | playoff     | playoff    |
|          | Vin            | Par            | Per            | Tot            | PF             | PS             | Vin     | Per     | Tot     | PF      | PS      | risultato   | avversaria |
| -------- | -------------- | -------------- | -------------- | -------------- | -------------- | -------------- | ------- | ------- | ------- | ------- | ------- | ----------- | ---------- |
| 2022     | 2              | 0              | 2              | 4              | 133            | 139            | -       | -       | -       | -       | -       | Terzo posto | -          |
| Totale   | 2              | 0              | 2              | 4              | 133            | 139            | -       | -       | -       | -       | -       |             |            |

Fonti: Pagina Facebook ufficiale

##### Welshbowl
| Stagione | regular season | regular season | regular season | regular season | regular season | regular season | playoff | playoff | playoff | playoff | playoff | playoff       | playoff                  |
|          | Vin            | Par            | Per            | Tot            | PF             | PS             | Vin     | Per     | Tot     | PF      | PS      | risultato     | avversaria               |
| -------- | -------------- | -------------- | -------------- | -------------- | -------------- | -------------- | ------- | ------- | ------- | ------- | ------- | ------------- | ------------------------ |
| 2023     | 3              | 0              | 0              | 3              | 59             | 26             | 0       | 1       | 1       | 13      | 19      | Secondo posto | 1st and 15 Podcast Mercs |
| Totale   | 3              | 0              | 0              | 3              | 59             | 26             | 0       | 1       | 1       | 13      | 19      |               |                          |

Fonti: Pagina Facebook ufficiale

### Riepilogo fasi finali disputate
| Anno          | Luogo | Evento       | Fase del torneo | Incontro                                    | Risultato |
| 5 agosto 2023 |       | Welshbowl IV | Finale          | 1st and 15 Podcast Mercs - Sealand Seahawks | 19 - 13   |